# Eriksoni pszichoszociális fejlődéselmélet
Az eriksoni pszichoszociális fejlődésmodellt Erik H. Erikson neves fejlődéspszichológus fogalmazta meg. Ebben 8 különböző szakaszt állapít meg, amiken az egészséges fejlődésmenetű ember a csecsemőkortól kezdve a késő öregkorig áthalad.
Minden egyes szakasz során az ember új kihívásokkal szembesül, amiket megoldva az adott szakaszra jellemző énerő a jutalma – amit aztán élete további részére már birtokolni fog. Az adott szakaszban a kihívással való megküzdés során feltételezzük a korábbi szakaszok kihívásainak sikeres teljesítését, amennyiben ez nem történt meg, akkor ezek a jövőben problémákként várhatóan újra és újra felütik majd a fejüket. Ennek ellenére a következő szakaszba lépéshez nem szükséges feltétel a korábbi szakaszban elérhető kihívás sikeres teljesítése.
Maga a modell az életen át tartó fejlődést tartja szem előtt, valamint pszichoszociális, mivel az egyes szakaszokban a környezeti (szociális) faktorok jelentőségét figyelembe veszi a szakaszokra jellemző kihívások legyűrésében. Minden szakasz egy bizonyos életkori intervallumhoz köthető, amikor jellemző a szakaszban ismertetett krízis kialakulása, ami minden embernél kivétel nélkül felbukkan (ún. normatív vagy fejlődési krízis – ellentétben az akcidentális krízisekkel).

## Szakaszok

### 1. Bizalom vs. bizalmatlanság
Nyerhető énerő: Remény

Egzisztenciális kérdés: Bízhatok a világban?

Jellemző életkor: 0-1 éves korig
Erikson modelljében az első szakasz a csecsemőkor alapvető szükségleteihez kapcsolódik. Itt még a gyermek a szülőnek van teljesen kiszolgáltatva, a vele való interakció határozza meg Erikson szerint a későbbi bizalom kialakulását. Amennyiben a szülő nem képes biztos környezetet fenntartani és a gyermek alapvető szükségleteit kielégíteni, bizalmatlanság lesz az eredménye, ami később frusztrációhoz, gyanakváshoz, önbizalomhiányhoz vezet. Amennyiben a szükségletek megfelelően ki vannak elégítve (konzisztens táplálékforrás és kényelem elérhető), akkor a gyermek megtanul bízni a körülötte lévőkben, amit élete későbbi részében kiterjeszt az elsődleges gondozón kívül másra is.

### 2. Autonómia vs. szégyen, kétely
Nyerhető énerő: Akarat

Egzisztenciális kérdés: Rendben van, ha én vagyok?

Jellemző életkor: 1-3 éves korig
A gyermek ebben a szakaszban akaratlagos kontrollt nyer az ürítő funkciók felett és fejlődnek a motoros készségei, miközben elkezdi felfedezni a környezetét. A szülők (gondozók) még mindig a biztonságos bázist biztosítják számára, ahonnan elindulhat az akarata, autonómiája kiteljesítésére. Az ő türelmük és bátorításuk segít ezen autonómia kialakításában. Ha a gondozók bátorítása megfelelő mértékű és minőségű, akkor kialakul az autonómia érzése (énerő) – az érzés, hogy több saját problémájukat egyedül is meg tudják oldani. Ám amennyiben a gondozók túl korán vagy túl sokat követelnek a gyermektől, megakadályozzák őt abban, hogy olyan feladatokat hajtson végre, amikre már képes, akkor a gyermekben a szégyen és kétség érzése fog ébredni a saját problémáinak megoldása kapcsán (éngyengeség).

### 3. Kezdeményezés vs. bűntudat
Nyerhető énerő: Szándék

Egzisztenciális kérdés: Az rendben van, ha én cselekszem, mozgok, kezdeményezek?

Jellemző életkor: 3-7 éves korig
A gyermek elkezdi megérteni a körülötte lévő világot, elsajátítja az alapvető képességeket és a fizikai tudásának alapjait (pl.: a dolgok lefele esnek, nem fel). Ebben a szakaszban már nem csak saját cselekedetek elkezdésére és befejezésére vágynak, hanem hogy ezek valamilyen cél érdekében történjenek, s itt lép be a bűntudat érzése. Akkor érezhetik, amikor a kezdeményezésük nem produkálja a vágyott eredményt. A gyermek által végzett tevékenységek akár kifejezetten kockázat keresőek lehetnek, mint az utcán átkelés egyedül, biciklizés fejvédő nélkül. De akár negatív tevékenységekhez is vezethet a kezdeményezőkészsége, annak a frusztrációnak az eredményeképp, hogy nem sikerült elérnie egy tervezett célt – ilyenkor agresszívvé (tárgyak dobálása, kiabálás ilyen tipikusan megfigyelt jelenségek), könyörtelenné vagy túlzottan asszertívvé válhat (pl. a szülei felé).
Ha a szülők és az óvodai gondozók bátorítják és támogatják a gyermek kezdeményező próbálkozásait, miközben segítik őt azzal, hogy realisztikus és megfelelő választásokat hozzon, akkor a gyermek kifejleszti a kezdeményezésben való függetlenséget és ezzel megjelenik az erre a szakaszra jellemző énerő a szándék. Ugyanakkor, ha a gondozó felnőttek elbátortalanítják a függetlenedő cselekvéseit vagy csak butának és zavarónak tüntetik fel a szemében, akkor a gyermek bűntudatot fog érezni ezen szükségletei és vágyai miatt.

### 4. Teljesítmény vs. kisebbrendűség
Nyerhető énerő: Kompetencia

Egzisztenciális kérdés: Értékes tagja vagyok a világnak?

Jellemző életkor: 7-10 éves korig
A gyermek ebben a korban egyre tudatosabb lesz az egyéni voltára. Keményen dolgoznak, hogy felelősek és jók legyenek, akik jól csinálják a dolgukat. Egyre észszerűbbek lesznek a kooperációban és osztozkodásban másokkal. Ekkor kezdődik a beiskolázás korszaka is, amivel számos készség eleinte buzgó elsajátítása indul meg: olvasás, írás, fejlődik az ok-okozati megértés, elkezdődik a morális értékek kialakulása, a kulturális és egyéni eltérések észlelése.
Erikson szerint ideális állapotban az általános iskola rengeteg lehetőséget nyújt a gyermek számára elismerésre: tanárok, szülők, kortársak által – tárgyak gyártása, lecke írása és tanulás, problémák megoldása során. Ha bátorítják, hogy csináljon dolgokat és utána dicsérik az elért eredményeiért ezekben, akkor egyre kompetensebbnek fogják érezni magukat, kitartva a tevékenységük mellett, sokszor a munkát az azonnali élvezet elé helyezve. Ezzel szemben, ha ezt a dicséretet nem kapják meg, büntetik, esetleg kifigurázzák őket a teljesítményükért, akkor kialakul bennük a kisebbrendűség érzése a saját képességeik kapcsán.

### 5. Identitás vs. szerepkonfúzió
Nyerhető énerő: Hűség

Egzisztenciális kérdés: Ki vagyok én, és mi lehet belőlem?

Jellemző életkor: 10-19 éves korig
A serdülőkor időszaka, amikor is a gyerek újonnan elkezd foglalkozni azzal, milyennek tűnhet mások szemében. Ahogy kezdenek átlépni a gyerekkorból a felnőttkorba, a serdülők elkezdenek játszani különböző szerepekkel, amiket betölthetnek a világban. A kísérletezés közben kipróbálnak rengeteg tevékenységet és viselkedést. Ezért kezdetben hajlamosak némi szerepkonfúzióra – a sok lehetséges alternatíva miatt nehezen tudják eldönteni, hogyan is illenek ők bele ebbe az egészbe, ami körülöttük van. Végül a legtöbb serdülőben ezen kísérletezés következményeként kialakul egy identitás érzés azt illetően, hogy kik ők, és merre tart az életük.
Erre maga Erikson használta az identitáskrízis összetételt. Ez egy olyan fordulópont az ember fejlődésében, ahol a korábbi élmények és tapasztalatok, valamint a jövőbeli elvárások által kialakul hogy az egyén azzá válik-e, akit a társadalom elvár tőle, vagy amivé ő maga szeretne válni.

### 6. Intimitás vs. izoláció
Nyerhető énerő: Szeretet

Egzisztenciális kérdés: Tudok szeretni?

Jellemző életkor: 19-35 éves korig
Az élet ezen szakaszában már a serdülőkori szerepkonfúzió elmúlásával, a fiatal felnőttek még mindig egybe akarják olvasztani az identitásukat a barátaikéval, nem akarnak kilógni a tömegből. Félnek a visszautasítástól, mivel a visszautasítás fájdalmas (az ego számára). De amennyiben sikeresen kialakították az identitásukat a korábbi szakaszban, készen állnak hosszú távú elköteleződésre másokkal. Képessé válnak intim vagy kölcsönös kapcsolatok kialakítására (közeli barátságok, szerelmek, házasság) ahol tudatosan hoznak áldozatokat és kompromisszumokat, amiket ezek a kapcsolatok megkívánnak. Amennyiben nem tudják kialakítani ezeket a kapcsolatokat - talán a saját igényeik, elvárásaik miatt - az izoláció lesz az eredménye.

### 7. Generativitás vs. stagnálás
Nyerhető énerő: Gondoskodás

Egzisztenciális kérdés: Értékessé tudom tenni az életem?

Jellemző életkor: 35-60 éves korig
A generativitás a következő generáció szempontjából értékes (fennmaradó) dolgokat takarja itt. Mi olyat tudok alkotni, ami fennmarad utánam? Szociálisan értékelt munka és hivatás például ezek kifejeződése lehet, míg önmagában a gyermekek léte vagy akarása még nem az. Ezen időszakban a legfőbb fejlődési feladat az, hogyan tudunk hozzájárulni a társadalomhoz és segíteni az elkövetkező generációkat. Amennyiben ez sikerül, akkor a gondoskodás érzése a fejlődő ember jutalma, kontrasztban azzal, aki énközpontú, nem tud vagy nem akar segíteni a társadalom jobbá tételében, aki emiatt stagnálónak fogja érezni az életét. Ehhez a szakaszhoz kapcsolódik az életközépi válság – életünk újraértékelésének ideje produktivitás szempontjából (mit tettem már le az asztalra?).

### 8. Integritás vs. kétségbeesés
Nyerhető énerő: Bölcsesség

Egzisztenciális kérdés: Megfelelően éltem az életem?

Jellemző életkor: 60 éves kortól
Ahogy öregszünk és fokozatosan nyugdíjassá válunk, csökken a produktivitásunk és elkezdjük felfedezni az életet egy visszavonult ember szemszögéből. Ezen időszak során mérjük fel eddigi eredményeinket, így az utolsó fejlődési feladat a visszatekintés. A visszatekintés során, ha életünket sikeresnek értékeljük, akkor kifejlődik az én integritásának érzése, míg ha nem látjuk azt produktívnak amit tettünk, nem értük el életünk céljait, akkor elégedetlenek leszünk és kétségbeesünk, ami gyakran depresszióhoz vezethet.
Ez a szakasz akár életkortól függetlenül is felléphet, ha az illető egyén úgy érzi, az élete a végéhez közeledik (pl. halálos diagnózist állapítanak meg nála).

## Az elmélet értékelése
Az egyik fontos értéke Erikson elméletének, hogy magyarázza azon emberek számára, akiknek a korai krízisek megoldása nem hozta a szükséges énerőt, miért okoznak a felnőttkor krízisei különös nehézségeket. Még fontosabb, hogy egyből gyakorlati értéke is van, hiszen terapeuták számára a kulcsfontosságú (nem megfelelően megoldott szakaszok) azonosításával, majd kezelésével új utakat nyitott meg. Egyben vezetőként szolgálhat a gyermekek fejlődésének támogatásához, facilitálásához az egészséges érzelmi és kognitív úton.
Kritikákat is fogalmaztak meg az elmélettel szemben. A legtöbb empirikus kutatás a serdülőkori identitáskrízist és -kialakulást vizsgálta. Többek között James E. Marcia munkája azonosított több különböző identitást is, s úgy tűnik, akik a legkoherensebb identitást alakítják ki, azok voltak a legalkalmasabbak később az intim kapcsolatok kötésére is a korai felnőtt korban. Ugyanakkor Erikson elméletét meg lehet kérdőjelezni, hogy tényleg szekvenciális-e, s a szakaszok valóban a jelzett időpontokban következnek-e be. Például arról is folyik szakmai vita, hogy az emberek kizárólag serdülő korukban keresik-e így az identitásukat, vagy egyáltalán le kell-e ott zárulnia annak a keresésnek. Erre Erikson úgy reagált, hogy mindezen folyamatok bármikor megtörténhetnek az élet során ilyen vagy olyan formában, ám ő azért emelte ki ezeket a „fázisokat”, mert ezekben az időkben a legjellemzőbbek a szakaszoknál leírt konfliktusok, krízisek.